# Aurora (Iowa)
Pour les articles homonymes, voir Aurora.
Aurora est une ville du comté de Buchanan, en Iowa, aux États-Unis. Elle est fondée en 1886 par la compagnie de chemin de fer Chicago Great Western Railway et est incorporée le 25 mai 1899. La ville est construite sur les terres données par l'évêque Warren et sa femme Alice et est baptisée du nom de la ville de naissance de l'évêque, East Aurora (New York).

## Source de la traduction
- (en) Cet article est partiellement ou en totalité issu de l’article de Wikipédia en anglais intitulé « Aurora, Iowa » (voir la liste des auteurs).